# Magnitudo delle onde di volume
La Magnitudo delle onde di volume o Magnitudo delle onde di corpo ({\displaystyle m_{b}}) è una stima della grandezza di un terremoto, fatta usando l'ampiezza delle onde P  per calcolare la magnitudo. Una onda P è un tipo di onda di volume che viaggia attraverso la terra a una velocità che va dai 5 a 8 km/s; essendo il tipo di onde sismica più veloce è la prima onda di un terremoto ad essere registrata da un sismometro. A causa di ciò, la determinazione della magnitudo delle onde di volume può essere il metodo più rapido per determinare la grandezza di un terremoto avvenuto a lunga distanza dal sismometro.   
Le limitazioni di questo metodo di calcolo sono dovute al fatto che la magnitudo delle onde di corpo viene a saturarsi attorno ai valori di 6-6,5 {\displaystyle m_{b}}, con un valore che permane costante anche quando la magnitudo del momento può essere maggiore.  